# 2019-es UCI Women’s World Tour
A 2019-es UCI Women’s World Tour egy versenysorozat volt, mely 23 országútikerékpár-versenyt foglalt magában a 2019-es női kerékpáros szezonban. Ez volt a Nemzetközi Kerékpáros-szövetség (UCI) által 2016-ban létrehozott UCI Women’s World Tour negyedik kiírása.

## Versenyek
| márc. 9.                   | 1  | női Strade Bianche             | Annemiek van Vleuten (Mitchelton-Scott)   |
| márc. 17.                  | 2  | női Ronde van Drenthe          | Marta Bastianelli (Virtu Cycling Women)   |
| márc. 24.                  | 3  | Trofeo Alfredo Binda           | Marianne Vos (CCC-Liv)                    |
| márc. 28.                  | 4  | Classic Brugge–De Panne        | Kirsten Wild (WNT-Rotor Pro Cycling)      |
| márc. 31.                  | 5  | női Gent–Wevelgem              | Kirsten Wild (WNT-Rotor Pro Cycling)      |
| ápr. 7.                    | 6  | női flandriai körverseny       | Marta Bastianelli (Virtu Cycling Women)   |
| ápr. 21.                   | 7  | női Amstel Gold Race           | Katarzyna Niewiadoma (Canyon-SRAM Racing) |
| ápr. 24.                   | 8  | női La Flèche Wallonne         | Anna van der Breggen (Boels Dolmans)      |
| ápr. 28.                   | 9  | női Liège–Bastogne–Liège       | Annemiek van Vleuten (Mitchelton-Scott)   |
| 2019. május 9. – 11.       | 10 | Csungming-szigeti körverseny   | Lorena Wiebes (Parkhotel Valkenburg)      |
| 2019. május 16. – 18.      | 11 | női Tour of California         | Anna van der Breggen (Boels Dolmans)      |
| 2019. május 22. – 25.      | 12 | Emakumeen Euskal Bira‎          | Elisa Longo Borghini (Trek-Segafredo)     |
| 2019. június 10. – 15.     | 13 | The Women's Tour               | Lizzie Deignan (Trek-Segafredo)           |
| 2019. július 5. – 14.      | 14 | Giro d’Italia Donne            | Annemiek van Vleuten (Mitchelton-Scott)   |
| júl. 19.                   | 15 | La Course by Le Tour de France | Marianne Vos (CCC-Liv)                    |
| aug. 3.                    | 16 | RideLondon Classique           | Lorena Wiebes (Parkhotel Valkenburg)      |
| aug. 17.                   | 17 | Open de Suède Vårgårda TTT     | Trek-Segafredo                            |
| aug. 18.                   | 18 | Open de Suède Vårgårda RR      | Marta Bastianelli (Virtu Cycling Women)   |
| 2019. augusztus 22. – 25.  | 19 | Ladies Tour of Norway          | Marianne Vos (CCC-Liv)                    |
| aug. 31.                   | 20 | Classic Lorient Agglomération  | Anna van der Breggen (Boels Dolmans)      |
| 2019. szeptember 3. – 8.   | 21 | Simac Ladies Tour              | Christine Majerus (Boels Dolmans)         |
| 2019. szeptember 14. – 15. | 22 | La Vuelta Femenina             | Lisa Brennauer (WNT-Rotor Pro Cycling)    |
| okt. 22.                   | 23 | női kuanghszi körverseny       | Chloe Hosking (Alé Cipollini)             |

## Fordítás
- Ez a szócikk részben vagy egészben  a(z)   2019 UCI Women's World Tour című angol Wikipédia-szócikk ezen változatának fordításán alapul.  Az eredeti cikk szerkesztőit annak laptörténete sorolja fel. Ez a jelzés csupán a megfogalmazás eredetét és a szerzői jogokat jelzi, nem szolgál a cikkben szereplő információk forrásmegjelöléseként.